# Zebrias cancellatus
Zebrias cancellatus är en fiskart som först beskrevs av Mcculloch, 1916.  Zebrias cancellatus ingår i släktet Zebrias och familjen tungefiskar. Inga underarter finns listade i Catalogue of Life.